# Ліпарит II Дадіані
Ліпарит II Дадіані (груз. ლიპარიტ II დადიანი; д/н — 1512) — еріставі Одіши (Мегрелії) у 1482—1512 роках.

## Життєпис
Син еріставі Шамадавле і Анни (походження невідоме). Після смерті батька 1474 року, ймовірно, через молодість не зміг успадкувати титул і володіння, які отримав прастрийко Вамек II. 1482 року після смерті останнього успадкував владу.
1484 року Імеретію на деякий час відвоював Олександр II, син грузинського царя Баграта VI. Втім Ліпарит II залишився вірним цареві Костянтину II. Успішно допомагав тому у боротьбі проти Олександра II, якого невдовзі було вигнано до гірського пасма Рача.
1488 року Костянтин II зазнав поразки від Султан-Якуба, володаря Ак-Коюнлу, однією з умов миру з яким стало повернення на трон Імереті Олександра II. Проте до 1489 року Ліпарит II заважав тому увійти до Кутаїсі. Лише 1490 року замирився з Олександром II, отримавши напівнезалежний статус.
В наступні роки знову мусив боротися проти абхазьких племен, що посилили тиск на володіння Ліпарита II. Втім йому вдалося приборкати суперника. 1509 року допоміг Олександру II у поході на Картлі.
Помер Ліпарит II 1512 року. Йому спадкував син Мамія III.

## Родина
- Мамія (д/н—1533), еріставі Одіши
- Гульнар, дружина Абаша II Абашидзе, таваді Сапалавандо